# Coupling Best
Albums de Mucc
Kyutai
(2009) Karma
(2010)
Coupling Best (カップリング・ベスト) (stylisé COUPLING BEST) est une compilation du groupe de rock japonais Mucc sortie le 12 août 2009 au Japon. Elle est suivie par la compilation Coupling Worst le 19 août.

## Liste des titres
| No  | Titre                                                 | Durée |
| --- | ----------------------------------------------------- | ----- |
| 1.  | Chain Ring (チェインリング)                           |       |
| 2.  | Doshaburi no Shousha (どしゃぶりの勝者)               |       |
| 3.  | Shadan (遮断)                                         |       |
| 4.  | Aoi Mori (青い森)                                     |       |
| 5.  | Touei (燈映)                                          |       |
| 6.  | Media no Juusei (メディアの銃声)                      |       |
| 7.  | Concrete 082 (コンクリート 082)                       |       |
| 8.  | Kanashii Hanashi (悲しい話)                           |       |
| 9.  | Kanariya (カナリア)                                   |       |
| 10. | Hakujitsu (白日)                                      |       |
| 11. | Bokura no Kage (僕等の影)                             |       |
| 12. | Kokoiro (心色)                                        |       |
| 13. | Kikanetsu (気化熱)                                    |       |
| 14. | Gerbera (Surf Version) (ガーベラ SURF VERSION)        |       |
| 15. | Akanezora (茜空)                                      |       |
| 16. | Saishuu Ressha (70’s Version) (最終列車 70’s VERSION) |       |
| 17. | G.M.C                                                 |       |
| 18. | Libra (feat. Candle) (リブラ FEAT. CANDLE)            |       |